# En fremmed banker på (film fra 1959)
 For alternative betydninger, se En fremmed banker på. (Se også artikler, som begynder med En fremmed banker på)
En fremmed banker på er en dansk film fra 1959. Manuskriptet er skrevet af Finn Methling med instruktion af Johan Jacobsen. Filmen havde premiere i Triangel Teatret og spillede i mere end tre måneder.

## Medvirkende
- Birgitte Federspiel
- Preben Lerdorff Rye
- Victor Montell